# Alberto Salazar
Alberto Salazar (Havana, 7 de agosto de 1958) é um ex-fundista norte-americano, tricampeão da Maratona de Nova York.

## Carreira
Um dos melhores fundistas do mundo em sua época, também tem em seu currículo a vitória na Maratona de Boston de 1982 - num dos mais memoráveis duelos na história desta corrida - e recordes norte-americanos nos 5.000 m e 10.000 metros, além de conquistar o título nacional de cross-country em 1978-79 e ser vice-campeão mundial de cross-country em 1982. Em sua segunda vitória em Nova York, em 1981, Salazar quebrou o recorde mundial da maratona que já durava doze anos, fazendo a prova em 2:08:13. Entretanto, algum tempo depois descobriu-se que aquele percurso tinha 150 metros a menos que a distância oficial de 42,195 km e sua marca foi anulada.
Perseguido por contusões e bronquite, em 1983 ele disputou a Maratona de Rotterdam, ficando na 5ª colocação, sua primeira derrota em maratonas e a de Fukuoka, onde novamente ficou em 5º lugar. Qualificando-se para os Jogos de Los Angeles 1984, com um segundo lugar na prova seletiva americana, conseguiu apenas o 15º lugar na maratona olímpica, apesar de ser um dos favoritos. A partir daí, sua forma declinou bruscamente, o que o levou a encerrar a carreira pouco tempo depois.

## Técnico e controvérsias
No início de sua carreira como técnico de atletismo, Salazar trabalhou nos anos 90 com a meio-fundista campeã mundial dos anos 80 Mary Decker, que se viu envolvida num caso de doping por aumento de testosterona e teve uma medalha de prata nos 1500 m do Campeonato Mundial de Atletismo em Pista Coberta de 1997 cassada pela IAAF.
Nos anos seguintes, trabalhando para a Nike num projeto de tutoria de novos atletas de nível olímpico, obteve sucesso como treinador de corredores como Alan Webb, Mo Farah, Galen Rupp, Kara Goucher e Dathan Ritzenhein. Em Londres 2012, dois de seus atletas, Farah e Rupp, conquistaram as medalha de ouro e prata nos 10.000 m e Farah ainda conquistou a de ouro nos 5.000 m, tornando-se o primeiro britânico campeão olímpico nas duas provas de longa distância em pista.
Em 2015 Salazar se viu envolvido no meio de uma grande controvérsia sobre doping, numa investigação feita pela televisão britânica BBC, envolvendo a denúncia de vários atletas e pessoas ligadas a ele sobre a injeção de microdoses de testosterona e prednisona em atletas sob sua responsabilidade no Nike Oregon Project, um projeto criado pela Nike, sob a direção de Salazar, para promover as corridas de longa distância entre os americanos. Salazar se recusou a dar entrevistas à BBC, mas declarou que nada tinha feito de errado e que as denúncias feitas pelas fontes não conhecidas ao programa eram apenas "baseadas em suposições falsas e meias-verdades em uma tentativa de promover suas agendas pessoais." Pouco depois da matéria ir ao ar, o fundista Josh Rohatinsky, que treinou com Salazar no Nike Project entre 2007 e 2009, expôs em sua conta no Facebook suas opiniões sobre as ligações de Salazar com Galen Rupp, na época, e que a enorme melhora deste nas corridas de longa distância eram suspeitas; declarava também que à sua época no NPO, havia um "muro de separação" entre Salazar e Rupp e os outros atletas, acreditando nas evidências apresentadas pelas testemunhas da BBC e que as atividades relacionadas a experimentos com PED (Performance-Enhancing Drugs) no local, em sua análise eram limitadas à Galen Rupp. E também declarou que em 2000 Alberto Salazar tinha proferido a opinião de que acreditava "ser quase impossível medalhar numa corrida de longa distância estando "limpo"". A fundista Kara Goucher, outra das pupilas de Salazar e medalhista de bronze nos 10000 m no Mundial de Osaka 2007, também declarou que deixou o Nike Project em 2011, quando Farah chegou, por uma alegada "vontade de Salazar de manipular as regras anti-doping".
O caso obrigou o fundista Mo Farah, campeão olímpico e mundial britânico e um dos pupilos de Salazar no NOP desde 2011, a deixar uma competição da Diamond League em Birmingham e ir aos Estados Unidos para conversar com o técnico sobre as acusações. Toda a questão levantada pela BBC está sendo investigada pela UK Atlhetics; seu diretor, Ed Warner, declarou que a organização esportiva precisa "ser rápida mas não precipitada em chegar à conclusões diante dos fatos como foram apresentados, mas que tem total confiança em Farah".
Em setembro de 2019, quando Salazar acompanhava alguns de seus atletas no Campeonato Mundial de Atletismo de Doha como Safan Hassan, campeã dos 10000 m e Donavan Brazier, campeão dos 800 m, as autoridades antidoping americanas da USADA (Agência Antidopagem dos EUA) o suspenderam por quatro anos por ministrar substâncias proibidas a seus atletas, publicando um relatório que detalhava violações que incluíam tráfico de testosterona, manipulação do processo de controle antidoping e administração de infusões indevidas de L-carnitine, uma substância que ocorre naturalmente e converte gordura em energia. A IAAF cassou sua licença como treinador e ele foi proibido de manter contato com atletas em Doha. A Federação de Atletismo dos Estados Unidos cassou as credenciais do técnico na capital do Qatar, excluindo-o de todos os locais de competição, incluindo instalações de treinamento e hotéis oficiais.